# Rosa García García
Rosa García García (Madrid, 17 janvier 1965) est une mathématicienne et dirigeante d'entreprise espagnole. Elle est présidente et conseillère déléguée de Siemens en Espagne, présidente de la Chambre de commerce Allemande en Espagne et conseillère indépendante de Acerinox et Bankinter,,,. Elle est également membre du Conseil assesseur universitaire de l'Université européenne de Madrid. Elle réalise une grande partie de sa carrière professionnelle aux États-Unis.

## Carrière professionnelle
Diplômée en Sciences mathématiques à l'Université Autonome de Madrid, elle développe sa carrière dans le secteur des technologies de l'information. Elle commence en 1986 comme technicienne de soutien à HSC et intègre par la suite le NEC Group. Après avoir travaillé de nombreuses années avec Microsoft Ibérica ou encore pour la compagnie américaine Redmond, elle est nommée vice-présidente de Microsoft Western Europe en 2008. Le 1er octobre 2011, elle devient présidente et conseillère de Siemens en Espagne, après Francisco Belil. Elle est aujourd'hui conseillère indépendante de Bankinter et présidente de la chambre de commerce Allemande. Elle est une collaboratrice habituelle dans les domaines de l'innovation et du leadership auprès de différents médias.

## Prix et reconnaissances
- "Prix de la femme dirigeante" attribué par la Fédération espagnole de femmes dirigeantes et cheffes d'entreprise (FEDEPE).
- "Dirigeante de l'année" par l'Association Espagnole de Dirigeants (AED) et les revues spécialisées dans les technologies de l'information Computerworld et Computing.
- "Femme Directive" par l'Association espagnole de femmes cheffes d'entreprise (ASEME)[8],[9].
- Prix national Alares pour la conciliation de la vie de travail, de famille et personnelle, dans la catégorie "Dirigeants".